# Lardjem
Lardjem (em árabe: الارجم) é uma comuna localizada na província de Tissemsilt, Argélia. Sua população estimada em 2008 era de 25 217 habitantes.